# قارچ‌های گشن‌لایه‌دار
قارچ‌های گشن‌لایه‌دار (نام علمی: Hymenomycetes) نام یک رده از division قارچ‌های چتری است.